# Batá
Pour les articles ayant des titres homophones, voir Bata et Batta.
Le batá est un tambour en sablier à tête double avec un cône plus grand que l'autre. C'est un tambour sacré pour la religion Yoruba au Nigeria, et la Santería à Cuba.

## Facture

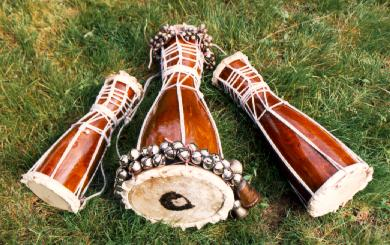
Tambours batá

Il y a trois tailles de tambours batá, tous en bois :
- okónkolo (le plus petit),
- itótele (le moyen),
- iyà (le plus grand).

## Jeu
Ceux-ci sont joués simultanément (souvent avec une clochette ou Agogô) pour créer des compositions polyrythmiques, ou toques pendant les cérémonies de santeria. 
Les cérémonies bembé peuvent aussi être accompagnées par des ensembles chekeré, prenant la place des tambours. Il y a au moins 140 toques différents pour les orishas et leurs manifestations différentes. Le toque d'introduction utilisée dans la plupart des cérémonies inclut 14 rythmes adressés à tous les Orishas.
Les tambours batá et leurs rythmes ont commencé à être utilisés dans d'autres genres, notamment la batanga, la timba, le jazz et le hip-hop.